# Abgabenbescheid
Ein Abgabenbescheid wird in Deutschland von Kommunen zur Erhebung von kommunalen Abgaben erlassen. Rechtlich ist er ein Leistungsbescheid und somit ein Verwaltungsakt. Der Begriff ist nicht legal definiert, wird aber von der Rechtsprechung regelmäßig verwendet. Ebenso wird der Rechtsbegriff Gebührenbescheid verwendet. Beide Bezeichnungen sind rechtlich vom Wortlaut nicht korrekt, da es sich grundsätzlich nur um einen Bescheid gegenüber einem Grundeigentümer handelt, da er nicht nur Abgaben und nicht nur Verwaltungsgebühren umfasst, sondern beides umfasst.

## Rechtliche Einordnung
Der Abgabenbescheid ist entgegen dem Wortlaut nicht in der Abgabenordnung geregelt, da er kein Steuerbescheid ist. Es gelten dafür die allgemeinen Regelungen des Verwaltungsrechts.

## Positionen des Abgabenbescheides
Die Grundeigentümer werden einerseits mit den Grundsteuern belastet, die bereits durch den Grundsteuerbescheid festgesetzt wurden. Anderseits kommen die durch Satzung festgesetzten Gebühren meist in einer sog. Gebührenordnung geregelten Beiträge hinzu. Der Abgabenbescheid wird jährlich erstellt und umfasst in der Regel je eine Zahlung pro Quartal.
Als Gebühren werden meist
- Abfallgebühren
- Wassergebühren für Trinkwasser und Abwasser
- Straßenreinigungsgebühren
- Versiegelungsgebühren

damit erhoben, wobei weitere Gebühren hinzu kommen können.

## Finanzierungsfragen
Der Abgabenbescheid spiegelt auf der anderen Seite den kommunalen Anschluss- und Benutzungszwang wider, da die Kommunen mit den erhaltenen Zahlungen diese Aufgaben finanzieren. Er dient damit allein dem Zahlungsfluss und kann zwar vom Zahlungspflichtigen gemäß der Rechtsmittelbelehrung angegriffen werden; wobei es sich meist um Ablese-, Erhebungs oder Rechenfehler handeln dürfte, wenn dies erfolgreich sein soll.